# Норондобат
Норондобат (Норондабат; др.-греч. Νορονδοβάτη) — возможно, потомок Отаны, правивший в Каппадокии в IV веке до н. э.; один из родоначальников династии понтийских Митридатидов.
Норондобат упоминается в «Персике» Ктесия Книдского как один из персидских заговорщиков против Гауматы. Однако сведения этого античного историка об участниках совершённого в 522 году до н. э. убийства Гауматы ошибочны. Так как Ктесий включил в перечень мятежников по преимуществу представителей знати, имевших влияние при дворе правившего в 404—359 годах до н. э. Артаксеркса II, по мнению С .Ю. Сапрыкина, Норондобат мог принадлежать к роду Отаны. Известны датируемые серединой IV века до н. э. монеты Синопы с арамейской легендой, где указано имя νονδοβάτηs, имеющее, по мнению исследователей, сходство с именем Норондобата. С. Ю. Сапрыкин предположил, что Норондобат мог править Каппадокией как наследственными замлями, дарованными роду Отаны. Сыном же Норондобада был упомянутый Ксенофонтом в 401 году до н. э. союзник Кира Младшего Митридат — сатрап Каппадокии и Ликаонии, считающийся одним из родоначальников понтийских Митридатитов. В труде «О жизни, учениях и изречениях знаменитых философов» Диоген Лаэртский со ссылкой на Фаворина указал, что Митридат персидский, сын Родобата, посвятил Музам статую Платона в Академии. Т. Рейнак отметил, что Родобат, скорее всего, является искажённым от Норондобата.